# Coniceromyia pilicoxa
Coniceromyia pilicoxa är en tvåvingeart som beskrevs av Borgmeier 1969. Coniceromyia pilicoxa ingår i släktet Coniceromyia och familjen puckelflugor. Inga underarter finns listade i Catalogue of Life.